# ラ・ロシェル国際映画祭
ラ・ロシェル国際映画祭（ラ・ロシェルこくさいえいがさい、フランス語: Festival International du Film de La Rochelle）とは、フランス西部の港町ラ・ロシェルで毎年7月に開催される映画祭。1973年から開催されており、2006年で34回目の開催を迎えた。
規模は大きくなく、ノン・コンペティション（受賞選考などがない映画祭）である。
2006年は是枝裕和の作品が集中上映された。